# Campeonato Mundial de Balonmano Masculino de 1995
El XIV Campeonato Mundial de Balonmano Masculino se celebró en Islandia entre el 7 y el 21 de mayo de 1995 bajo la organización de la Federación Internacional de Balonmano (IHF) y la Federación Islandesa de Balonmano.

## Grupos
| Grupo A        | Grupo B         | Grupo C   | Grupo D     |
| -------------- | --------------- | --------- | ----------- |
| Hungría        | Croacia         | Dinamarca | España      |
| Corea del Sur  | Eslovenia       | Argelia   | Kuwait      |
| Islandia       | República Checa | Alemania  | Suecia      |
| Estados Unidos | Marruecos       | Rumania   | Bielorrusia |
| Suiza          | Rusia           | Francia   | Egipto      |
| Túnez          | Cuba            | Japón     | Brasil      |

## Primera fase

### Grupo A
| Equipo         | J | G | E | P | G+  | G-  | DG  | PTS |
| -------------- | - | - | - | - | --- | --- | --- | --- |
| Suiza          | 5 | 5 | 0 | 0 | 133 | 103 | +30 | 10  |
| Corea del Sur  | 5 | 4 | 0 | 1 | 140 | 112 | +28 | 8   |
| Islandia       | 5 | 3 | 0 | 2 | 119 | 107 | +12 | 6   |
| Túnez          | 5 | 2 | 0 | 3 | 110 | 125 | -15 | 4   |
| Hungría        | 5 | 1 | 0 | 4 | 119 | 121 | -2  | 2   |
| Estados Unidos | 5 | 0 | 0 | 5 | 82  | 135 | -53 | 0   |

- Resultados

| Fecha | Partido¹      | Partido¹ | Partido¹       | Resultado |
| ----- | ------------- | -------- | -------------- | --------- |
| 07.05 | Suiza         | -        | Túnez          | 26-22     |
| 07.05 | Corea del Sur | -        | Hungría        | 29-26     |
| 07.05 | Islandia      | -        | Estados Unidos | 27-16     |
| 09.05 | Hungría       | -        | Estados Unidos | 26-14     |
| 09.05 | Suiza         | -        | Corea del Sur  | 25-22     |
| 09.05 | Islandia      | -        | Túnez          | 25-21     |
| 10.05 | Islandia      | -        | Hungría        | 23-20     |
| 10.05 | Suiza         | -        | Estados Unidos | 28-15     |
| 10.05 | Corea del Sur | -        | Túnez          | 33-18     |
| 12.05 | Suiza         | -        | Hungría        | 30-23     |
| 12.05 | Túnez         | -        | Estados Unidos | 24-17     |
| 12.05 | Corea del Sur | -        | Islandia       | 26-23     |
| 13.05 | Suiza         | -        | Islandia       | 24-21     |
| 14.05 | Túnez         | -        | Hungría        | 25-24     |
| 14.05 | Corea del Sur | -        | Estados Unidos | 30-20     |

- (¹) – Todos en Reikiavik.

### Grupo B
| Equipo          | J | G | E | P | G+  | G-  | DG  | PTS |
| --------------- | - | - | - | - | --- | --- | --- | --- |
| Croacia         | 5 | 4 | 0 | 1 | 140 | 119 | +21 | 8   |
| Rusia           | 5 | 4 | 0 | 1 | 112 | 96  | +16 | 8   |
| República Checa | 5 | 4 | 0 | 1 | 121 | 111 | +10 | 8   |
| Cuba            | 5 | 2 | 0 | 3 | 136 | 132 | +4  | 4   |
| Eslovenia       | 5 | 1 | 0 | 4 | 131 | 126 | +5  | 2   |
| Marruecos       | 5 | 0 | 0 | 5 | 93  | 149 | -56 | 0   |

- Resultados

| Fecha | Partido¹        | Partido¹ | Partido¹        | Resultado |
| ----- | --------------- | -------- | --------------- | --------- |
| 08.05 | Rusia           | -        | Cuba            | 21-17     |
| 08.05 | República Checa | -        | Marruecos       | 25-16     |
| 08.05 | Croacia         | -        | Eslovenia       | 26-24     |
| 09.05 | República Checa | -        | Cuba            | 29-26     |
| 09.05 | Rusia           | -        | Eslovenia       | 27-22     |
| 09.05 | Croacia         | -        | Marruecos       | 33-21     |
| 11.05 | Cuba            | -        | Eslovenia       | 34-26     |
| 11.05 | República Checa | -        | Croacia         | 27-25     |
| 11.05 | Rusia           | -        | Marruecos       | 22-15     |
| 12.05 | República Checa | -        | Eslovenia       | 23-22     |
| 12.05 | Croacia         | -        | Rusia           | 25-20     |
| 12.05 | Cuba            | -        | Marruecos       | 32-25     |
| 14.05 | Eslovenia       | -        | Marruecos       | 37-16     |
| 14.05 | Rusia           | -        | República Checa | 22-17     |
| 14.05 | Croacia         | -        | Cuba            | 31-27     |

- (¹) – Todos en Hafnarfjörður.

### Grupo C
| Equipo    | J | G | E | P | G+  | G-  | DG  | PTS |
| --------- | - | - | - | - | --- | --- | --- | --- |
| Alemania  | 5 | 5 | 0 | 0 | 128 | 93  | +35 | 10  |
| Rumania   | 5 | 3 | 0 | 2 | 121 | 121 | 0   | 6   |
| Francia   | 5 | 3 | 0 | 2 | 122 | 108 | +14 | 6   |
| Argelia   | 5 | 2 | 0 | 3 | 103 | 113 | -10 | 4   |
| Dinamarca | 5 | 2 | 0 | 3 | 126 | 117 | +9  | 4   |
| Japón     | 5 | 0 | 0 | 5 | 101 | 149 | -48 | 0   |

- Resultados

| Fecha | Partido¹  | Partido¹ | Partido¹  | Resultado |
| ----- | --------- | -------- | --------- | --------- |
| 08.05 | Francia   | -        | Japón     | 33-20     |
| 08.05 | Alemania  | -        | Rumania   | 27-19     |
| 08.05 | Argelia   | -        | Dinamarca | 25-24     |
| 10.05 | Francia   | -        | Argelia   | 23-21     |
| 10.05 | Alemania  | -        | Japón     | 30-19     |
| 10.05 | Dinamarca | -        | Rumania   | 28-24     |
| 11.05 | Argelia   | -        | Japón     | 20-18     |
| 11.05 | Alemania  | -        | Dinamarca | 24-18     |
| 11.05 | Rumania   | -        | Francia   | 23-22     |
| 13.05 | Alemania  | -        | Argelia   | 24-15     |
| 13.05 | Rumania   | -        | Japón     | 31-22     |
| 13.05 | Francia   | -        | Dinamarca | 22-21     |
| 14.05 | Dinamarca | -        | Japón     | 35-22     |
| 14.05 | Alemania  | -        | Francia   | 23-22     |
| 14.05 | Rumania   | -        | Argelia   | 24-22     |

- (¹) – Todos en Kópavogur.

### Grupo D
| Equipo      | J | G | E | P | G+  | G-  | DG  | PTS |
| ----------- | - | - | - | - | --- | --- | --- | --- |
| Suecia      | 5 | 5 | 0 | 0 | 151 | 114 | +37 | 10  |
| España      | 5 | 4 | 0 | 1 | 123 | 104 | +19 | 8   |
| Egipto      | 5 | 3 | 0 | 2 | 111 | 106 | +5  | 6   |
| Bielorrusia | 5 | 2 | 0 | 3 | 154 | 125 | +29 | 4   |
| Kuwait      | 5 | 1 | 0 | 4 | 85  | 131 | -46 | 2   |
| Brasil      | 5 | 0 | 0 | 5 | 96  | 140 | -44 | 0   |

- Resultados

| Fecha | Partido¹    | Partido¹ | Partido¹    | Resultado |
| ----- | ----------- | -------- | ----------- | --------- |
| 08.05 | España      | -        | Kuwait      | 24-21     |
| 08.05 | Suecia      | -        | Bielorrusia | 29-28     |
| 08.05 | Egipto      | -        | Brasil      | 32-20     |
| 09.05 | España      | -        | Bielorrusia | 30-27     |
| 09.05 | Suecia      | -        | Brasil      | 29-21     |
| 09.05 | Egipto      | -        | Kuwait      | 28-21     |
| 11.05 | Bielorrusia | -        | Brasil      | 34-21     |
| 11.05 | Suecia      | -        | Kuwait      | 37-22     |
| 11.05 | España      | -        | Egipto      | 27-20     |
| 12.05 | Bielorrusia | -        | Kuwait      | 39-18     |
| 12.05 | Suecia      | -        | Egipto      | 33-22     |
| 12.05 | España      | -        | Brasil      | 21-13     |
| 14.05 | Kuwait      | -        | Brasil      | 24-21     |
| 14.05 | Suecia      | -        | España      | 23-21     |
| 14.05 | Egipto      | -        | Bielorrusia | 27-26     |

- (¹) – Todos en Akureyri.

## Fase final

### Octavos de final
| Fecha | Partido         | Partido | Partido       | Resultado |
| ----- | --------------- | ------- | ------------- | --------- |
| 16.05 | Islandia        | -       | Rusia         | 12-25     |
| 16.05 | Alemania        | -       | Bielorrusia   | 33-26     |
| 16.05 | República Checa | -       | Corea del Sur | 26-25     |
| 16.05 | Croacia         | -       | Túnez         | 29-28     |
| 16.05 | Francia         | -       | España        | 23-20     |
| 16.05 | Suiza           | -       | Cuba          | 27-26     |
| 16.05 | Egipto          | -       | Rumania       | 31-26     |
| 16.05 | Suecia          | -       | Argelia       | 28-22     |

### Cuartos de final
| Fecha | Partido¹ | Partido¹ | Partido¹        | Resultado |
| ----- | -------- | -------- | --------------- | --------- |
| 17.05 | Suiza    | -        | Francia         | 18-28     |
| 17.05 | Rusia    | -        | Alemania        | 17-20     |
| 17.05 | Croacia  | -        | Egipto          | 30-16     |
| 17.05 | Suecia   | -        | República Checa | 21-17     |

- (¹) – Los primeros dos en Reikiavik, el tercero en Hafnarfjörður y el cuarto en Akureyri.

### Partidos de clasificación
9º a 16º lugar
| Fecha | Partido       | Partido | Partido     | Resultado |
| ----- | ------------- | ------- | ----------- | --------- |
| 17.05 | Túnez         | -       | Rumania     | 25-33     |
| 17.05 | Corea del Sur | -       | Argelia     | 33-21     |
| 17.05 | España        | -       | Cuba        | 32-29     |
| 17.05 | Islandia      | -       | Bielorrusia | 23-28     |

9.º a 12.º lugar
| Fecha | Partido¹    | Partido¹ | Partido¹      | Resultado |
| ----- | ----------- | -------- | ------------- | --------- |
| 19.05 | Rumania     | -        | Corea del Sur | 34-29     |
| 19.05 | Bielorrusia | -        | España        | 35-34     |

- (¹) – En Hafnarfjörður.

5.º a 8.º lugar
| Fecha | Partido¹        | Partido¹ | Partido¹ | Resultado |
| ----- | --------------- | -------- | -------- | --------- |
| 19.05 | República Checa | -        | Egipto   | 21-25     |
| 19.05 | Suiza           | -        | Rusia    | 23-25     |

- (¹) – En Reikiavik.

Undécimo lugar
| Fecha | Partido¹ | Partido¹ | Partido¹      | Resultado |
| ----- | -------- | -------- | ------------- | --------- |
| 20.05 | España   | -        | Corea del Sur | 27-22     |

- (¹) – En Hafnarfjörður.

Noveno lugar
| Fecha | Partido¹    | Partido¹ | Partido¹ | Resultado |
| ----- | ----------- | -------- | -------- | --------- |
| 20.05 | Bielorrusia | -        | Rumania  | 35-32     |

- (¹) – En Hafnarfjörður.

Séptimo lugar
| Fecha | Partido¹ | Partido¹ | Partido¹        | Resultado |
| ----- | -------- | -------- | --------------- | --------- |
| 20.05 | Suiza    | -        | República Checa | 23-21     |

- (¹) – En Reikiavik.

Quinto lugar
| Fecha | Partido¹ | Partido¹ | Partido¹ | Resultado |
| ----- | -------- | -------- | -------- | --------- |
| 20.05 | Rusia    | -        | Egipto   | 31-28     |

- (¹) – En Reikiavik.

### Semifinales
| Fecha | Partido¹ | Partido¹ | Partido¹ | Resultado |
| ----- | -------- | -------- | -------- | --------- |
| 19.05 | Alemania | -        | Francia  | 20-22     |
| 19.05 | Croacia  | -        | Suecia   | 28-25     |

- (¹) – En Reikiavik.

### Tercer lugar
| Fecha | Partido¹ | Partido¹ | Partido¹ | Resultado |
| ----- | -------- | -------- | -------- | --------- |
| 21.05 | Suecia   | -        | Alemania | 26-20     |

- (¹) – En Reikiavik.

### Final
| Fecha | Partido¹ | Partido¹ | Partido¹ | Resultado |
| ----- | -------- | -------- | -------- | --------- |
| 21.05 | Francia  | -        | Croacia  | 23-19     |

- (¹) – En Reikiavik.

## Medallero
|         |         |        |
| Francia | Croacia | Suecia |

## Estadísticas

### Clasificación general
| 1. Francia         |
| 2. Croacia         |
| 3. Suecia          |
| 4. Alemania        |
| 5. Rusia           |
| 6. Egipto          |
| 7. Suiza           |
| 8. República Checa |
| 9. Bielorrusia     |
| 10. Rumania        |
| 11. España         |
| 12. Corea del Sur  |
| 13. Cuba           |
| 14. Islandia       |
| 15. Túnez          |
| 16. Argelia        |
| 17. Hungría        |
| 18. Eslovenia      |
| 19. Dinamarca      |
| 20. Kuwait         |
| 21. Estados Unidos |
| 22. Marruecos      |
| 23. Japón          |
| 24. Brasil         |

### Máximos goleadores
| N.º | Nombre            | País          | Goles |
| --- | ----------------- | ------------- | ----- |
| 1   | Yoon Kyung-Shin   | Corea del Sur | 86    |
| 2   | Dmitri Filipov    | Rusia         | 59    |
| 3   | Mijail Yakimovich | Bielorrusia   | 57    |
| 4   | Marc Baumgartner  | Suiza         | 56    |
| 5   | Erik Hajas        | Suecia        | 55    |

### Mejores porteros
| N.º | Nombre                    | País     | %   |
| --- | ------------------------- | -------- | --- |
| 1   | Tomas Svensson            | Suecia   | 47% |
| 2   | Valter Matošević          | Croacia  | 44% |
| 3   | Andreas Thiel             | Alemania | 42% |
| 4   | Vladimir Rivero Hernández | Cuba     | 41% |
| 4   | Andrei Lavrov             | Rusia    | 41% |
| 4   | David Barrufet            | España   | 41% |
| 4   | Jan Nedpert               | Alemania | 41% |